# Coyote vs. Acme
„Coyote vs. Acme“ е предстояща американска игрална и компютърна анимация с участието на героя от „Шантави рисунки“ – Уили Койота. Той ще е продуциран от „Уорнър Анимейшън Груп“ и разпространен от „Уорнър Брос Пикчърс“. Филмът ще е режисиран от Дейв Грийн, по сценарий на Джеймс Гън, Джеръми Слейтър, Джон Силвърман, Джош Силбърман и Сами Бърч, базиран като част от едноименната кратка статия, написана от Иън Фрейзър, и публикувана от „Ню Йоркър“. Във филма ще участват Джон Сина, Уил Форте и Лана Кондор.

## Актьорски състав
- Джон Сина
- Уил Форте
- Лана Кондор

## Продукция

### Разработка
През август 2018 г. „Уорнър Брос“ обявява разработката на проекта за „Уили Койота“, озаглавен „Койота срещу Акме“, с режисьора на „Лего Батман: Филмът“ Крис Маккей като продуцент, и по сценарий на Джо и Джош Силбърман. В средата на декември 2019 г. Дейв Грийн се подписа да режисира игрално-анимирания хибриден филм, докато Джо и Джош Силбърман са сменени като сценаристи, въпреки че останаха като продуценти. През декември 2020 г. Маккей напуска проекта, докато Джон и Джош Силбърман напуснаха продуцентските си роли и се върнаха към сценаристките си задължения, заедно с Сами Бърч, Джеръми Слейтър и Джеймс Гън. Заедно с напускането на Маккей бе съобщено, че филмът ще черпи вдъхновение от измислената едноименната статия на Ню Йоркър, написана от Иън Фрейзър. Филмът ще е заснет от кинооператора Брандън Трост.

### Кастинг
През февруари 2022 г. Джон Сина е обявен да се присъедини към актьорския състав, за да играе главният злодей във филма, описан като адвокат в защита на „Акме“ и бивш шеф на адвоката на Уили Е.; той преди сътрудничеше с Гън в проектите на Разширената вселена на Ди Си – „Отрядът самоубийци“ (2021) и „Умиротворителя“ (2022). На следващия месец, Уил Форте и Лана Кондор са добавени в актьорския състав, докато Форте играе ролята на адвоката на Уили.

### Снимачен процес
Снимките започнаха на 1 април 2022 г. в Албъкърки.

### Анимация
Анимационните услуги ще бъдат осигурени в DNEG.

## Пускане
„Койота срещу Акме“ е оригинално насрочен да бъде пуснат по кината на 21 юли 2023 г. от „Уорнър Брос Пикчърс“. На 26 април 2022 г. той беше свален от графика за пускане, като „Барби“ пое първоначалната му премиерна дата.